# Henri-Louis Wakker
 (décembre 2021).
Si vous disposez d'ouvrages ou d'articles de référence ou si vous connaissez des sites web de qualité traitant du thème abordé ici, merci de compléter l'article en donnant les références utiles à sa vérifiabilité et en les liant à la section « Notes et références ».
Henri-Louis Wakker (1875-1972) est un homme d'affaires suisse. Son nom est à l'origine du Prix Wakker, fondé par l'association Patrimoine suisse (en allemand, Heimatschutz) et décerné à la commune ou l'organisation qui a fait un travail d'aménagement urbanistique à la fois de qualité et dans le respect de son patrimoine bâti historique.

## Biographie
Henri-Louis Wakker est né le 18 mars 1875 à Genève. Il est fils d'un horloger et petit-fils d'un tailleur néerlandais expatrié. Il apprend l'allemand dans un lycée du sud de l'Allemagne et effectue sa formation professionnelle au sein d'une banque.
En 1905, il est nommé directeur d'une banque au Caire, où il reste jusqu'en 1911, année où il revient en Suisse. Il se lance alors dans le commerce immobilier à Genève.
En 1929, il se lance dans la promotion immobilière avec  les architectes Maurice Braillard, Henri Honegger et Henri Vial. La crise empêche toutefois leurs projets de se concrétiser dans toute leur ampleur. Cela ne l'empêche pas de financer en 1936 un projet de traversée de la rade, au sein d'un groupe nommé Pierre du Niton, où se trouvait également l'architecte Jean-Frédéric Rouiller.
En 1955, Wakker se retire des affaires et s'éteint le 17 mars 1972. Par testament, il laisse à Patrimoine suisse un legs important. Cette organisation décide de créer un prix à son nom, le Prix Wakker, attribué pour la première fois en 1972 à la commune de Stein am Rhein.